# Antônio Fagundes
Antonio da Silva Fagundes Filho (Rio de Janeiro, 18 de abril de 1949), mais conhecido como Antonio Fagundes, é um ator, diretor, produtor, roteirista e dublador brasileiro. Considerado um dos atores mais reconhecidos e prolíficos do Brasil, Fagundes ganhou notoriedade por suas performances nas telas e nos palcos. Fagundes recebeu vários prêmios ao longo de sua carreira de mais de cinco décadas, incluindo quatro Prêmios APCA, dois Prêmios Molière, dois Prêmios Qualidade Brasil, e dois Troféus Imprensa, além de ter recebido indicações para dois prêmios Grande Otelo e quatro Prêmios Guarani.
Fagundes iniciou sua carreira na década de 1960 no teatro, participando do grupo do Teatro de Arena de São Paulo, onde fez inúmeras peças de teatro. Mais tarde ganhou notoriedade nacional na teledramaturgia – iniciando a ser ator – em teleteatros da TV Cultura, alcançou sucesso protagonizando telenovelas como Mulheres de Areia (1973) e O Machão (1974; pela qual ganhou seu primeiro Prêmio APCA) e consolidou-se como um dos maiores atores brasileiros ao integrar o elenco de atores da TV Globo – iniciando em 1976 com a novela Saramandaia. Entre 1979 e 1981 protagonizou o seriado Carga Pesada, como o caminhoneiro Pedro da Boléia; vinte e dois anos mais tarde voltaria a interpretar este personagem na continuação da série de 2003 a 2007.
Ao longo de sua carreira, protagonizou quase 40 novelas. Entre sua galeria de personagens, destaca-se o romântico Cacá de Dancin' Days (1978), o alpinista social Ivan Meirelles de Vale Tudo (1988), o gago Caio Szimanski de Rainha da Sucata (1990) e o cirurgião plástico Felipe Barreto de O Dono do Mundo (1991). Por sua interpretação como o respeitado coronel José Inocêncio em Renascer (1993), ele recebeu muitos elogios da crítica e do público, vencendo o Prêmio APCA e o Troféu Imprensa de melhor ator. Na sequência, emendou uma série de protagonistas de novelas do horário nobre, alcançando sucesso em todas elas, como A Viagem (1994), O Rei do Gado (1996), Por Amor (1997), Terra Nostra (1999) e Porto dos Milagres (2001).
Nos cinemas, atuou em mais de 50 filmes. Sua estreia foi no final da década de 1960, fazendo os filmes Sandra Sandra (1968) e A Compadecida (1969). Por sua performance como o farmacêutico garanhão Xavier em O Corpo (1991), foi eleito melhor ator pelo Festival de Cartagena, na Colômbia. Interpretou o compositor Villa Lobos em sua cinebiografia Villa-Lobos - Uma Vida de Paixão, pela qual foi indicado ao Grande Otelo de melhor ator. Também recebeu indicações ao Prêmio Guarani em três ocasiões, sendo a primeira como melhor ator por sua atuação em Doces Poderes (1997). Em 2001 recebeu duas indicações por seus trabalhos em Bossa Nova (2000) e No Coração dos Deuses (2000), como melhor ator e ator coadjuvante, respectivamente. Em 2015 foi indicado ao Grande Otelo de melhor ator coadjuvante por sua atuação no filme policial Alemão (2014).

## Biografia

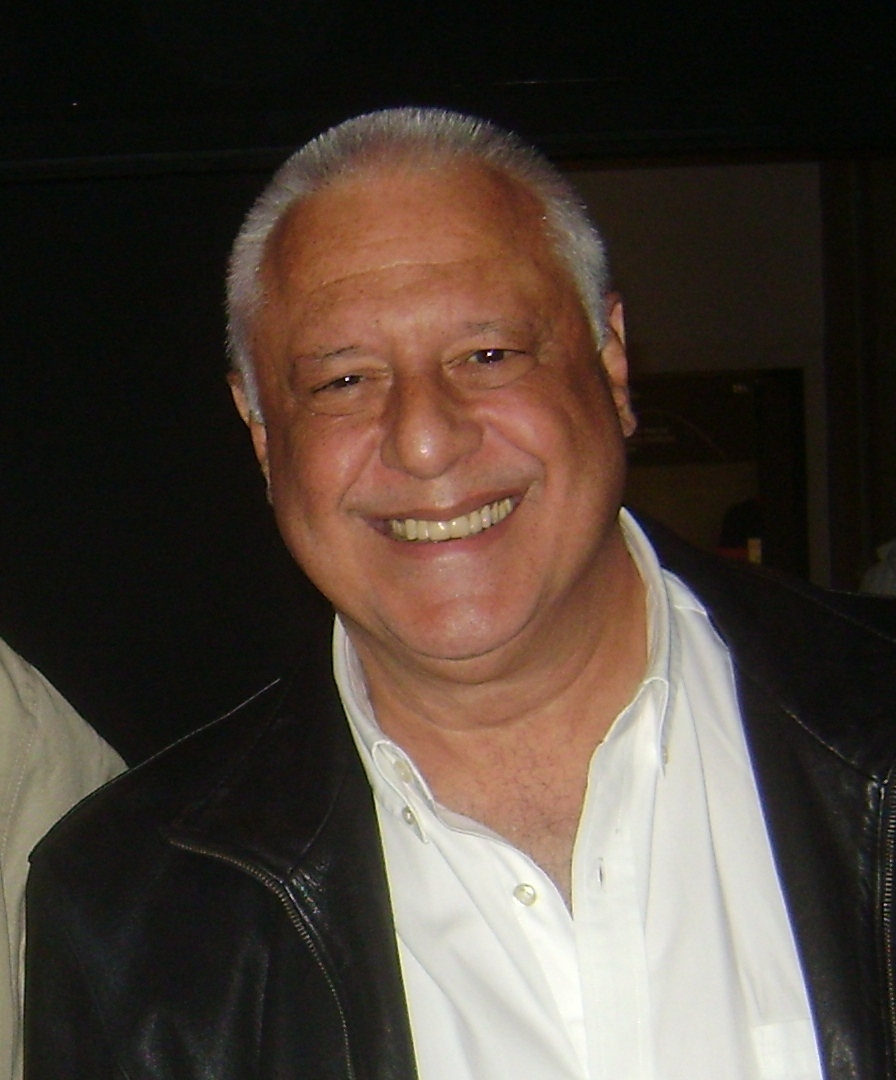
Fagundes em julho de 2012

Nasceu na cidade do Rio de Janeiro, mas mudou com seus pais para São Paulo aos oito anos de idade e morou lá por mais de 30 anos. Descobriu seu dom para o teatro a partir da montagem de peças que fazia no grupo de teatro do Colégio Rio Branco, onde estudou. Seu primeiro papel foi em 1963, aos 15 anos, na peça A Ceia dos Cardeais. Entrou para o Teatro de Arena de São Paulo e, em 1968, passou a integrar o elenco permanente do grupo, atuando em Farsa do Cangaceiro, Truco e Padre, Arena Conta Tiradentes, entre outras. Em 1969, dividiu o palco do Teatro do Meio com Yolanda Cardoso na peça-sensação 'O cão siamês', de Antonio Bivar, que subsequentemente teria o título mudado para 'Alzira Power'. Começou na televisão atuando nos teleteatro da TV Cultura. Fez muito sucesso nas novelas Mulheres de Areia e O Machão, da Rede Tupi. Começou a atuar na Rede Globo em 1976, na telenovela Saramandaia. Apresentou as aulas de Biologia do Telecurso 2º Grau.
Atuou também como protagonista da série Carga Pesada, de 1979 a 1981, e em sua segunda versão de 2003 a 2007 como o memorável caminhoneiro Pedro. Além disso, fora cedido pela Rede Globo para participar do seriado Mundo da Lua, da TV Cultura. Trabalhou em telenovelas de sucesso na pele de personagens marcantes, tais como: o prefeito Lua Viana de Saramandaia; o mocinho Cacá de Dancin' Days; Osmar de Corpo a Corpo; o mocinho que acabou se tornando corrupto Ivan Meireles de Vale Tudo; o professor gago Caio de Rainha da Sucata; o ambicioso Felipe de O Dono do Mundo; o respeitado coronel Zé Inocêncio de Renascer; o advogado Otávio Jordão de A Viagem; o emblemático fazendeiro Bruno Mezzenga de O Rei do Gado, repetindo a parceria de Renascer com o autor Benedito Ruy Barbosa e o diretor Luiz Fernando Carvalho; o apaixonado Atílio Novelli de Por Amor; o cafeicultor Gumercindo de Terra Nostra; o o oportunista Félix Guerrero de Porto dos Milagres e o italiano Giuliano de Esperança.[carece de fontes?]
Após alguns anos afastado, em 2007 voltou às novelas como o carismático Juvenal Antena, líder da fictícia favela da Portelinha em Duas Caras, de Aguinaldo Silva. Em 2010 protagoniza Tempos Modernos, do horário das 19h como o empresário Leal Cordeiro. No ano seguinte, dá vida ao personagem Raul Brandão de Insensato Coração, tornando antigas parcerias com Gilberto Braga e Dennis Carvalho. Em 2012 interpreta o autoritário Coronel Ramiro Bastos em Gabriela. Já em 2013, volta ao horário nobre na pele de mais um personagem de destaque, o médico César Khoury, patriarca de uma grande família rica de São Paulo em Amor à Vida e peça-chave da trama. Em 2014, após a saída precoce do horário nobre da Globo, voltou a atuar em Meu Pedacinho de Chão, interpretando Giácomo, tendo repetido sua parceria com Benedito Ruy Barbosa interrompida desde a minissérie Mad Maria. Em 2016, é escalado para protagonizar a novela Velho Chico, dando vida ao Coronel Afrânio de Sá Ribeiro.
Em 2019, faz o papel do dono de editora Alberto Prado Monteiro na telenovela Bom Sucesso. Antonio ganhou o prêmio de personagem do ano no Troféu Melhores do Ano.[carece de fontes?]

## Vida pessoal

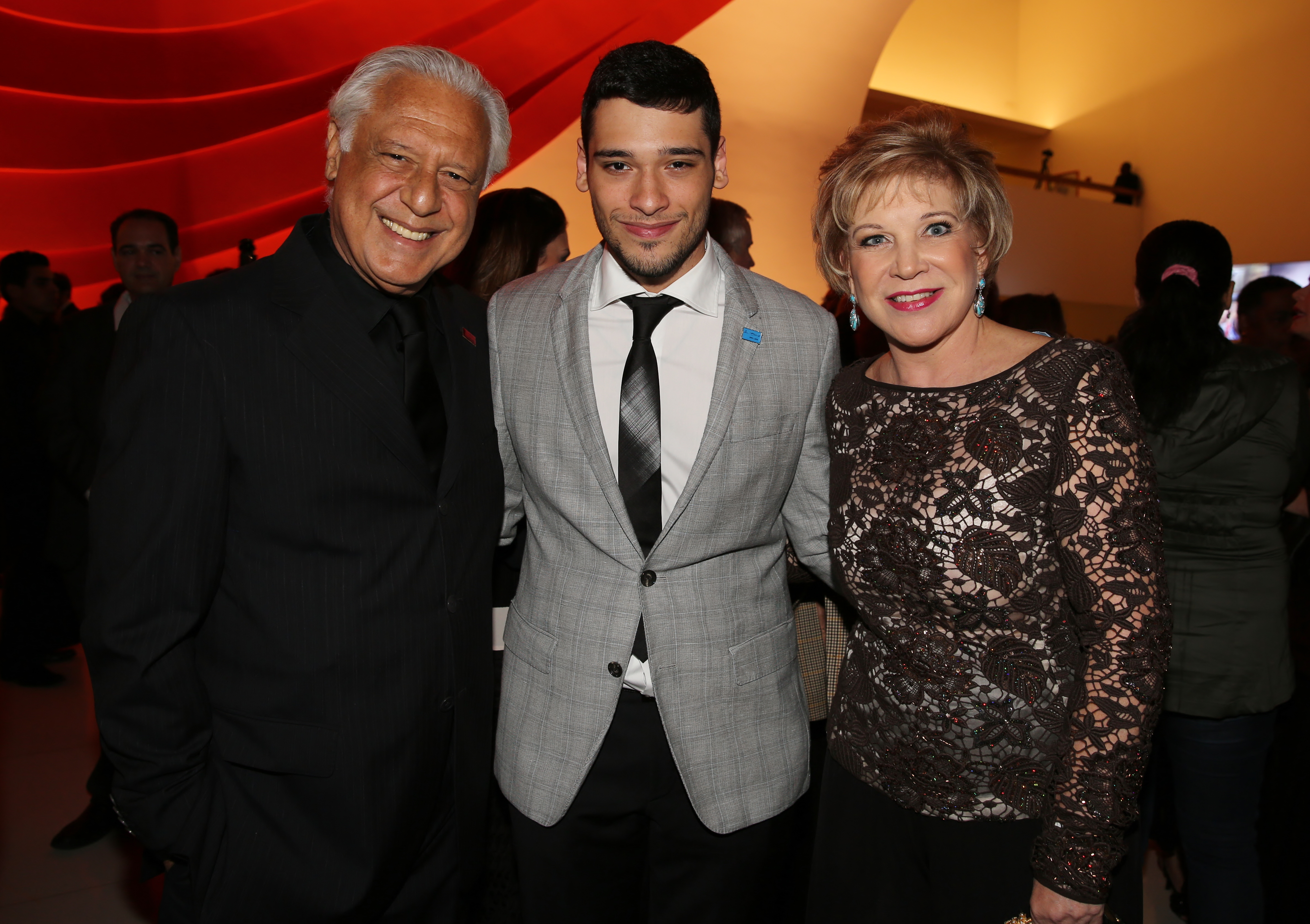
Antonio, Bruno Fagundes (seu filho) e a Ministra da Cultura Marta Suplicy em 2013

Fagundes se declara agnóstico, dizendo nunca ter seguido nenhuma religião; "Gosto de ler sobre o assunto, já li a Bíblia, [Allan] Kardec, partes do Corão. Mas é uma curiosidade literária". Foi casado com a atriz Clarisse Abujamra de 1973 a 1988, fruto desse relacionamento gerou os filhos Dinah Abujamra Fagundes, Antonio Fagundes Neto e Diana Abujamra Fagundes. Se casou com a diretora Mara Carvalho em 1988. Um ano depois nasceu o único filho do casal, o ator Bruno Fagundes. O casamento chegou ao fim em 2000. Em 2007, começou a namorar a atriz Alexandra Martins, com quem se casou em 2016.

## Filmografia

### Televisão
| Ano       | Título                                   | Personagem                                   | Nota                               |
| --------- | ---------------------------------------- | -------------------------------------------- | ---------------------------------- |
| 1968      | Antonio Maria                            | Pedro                                        |                                    |
| 1969      | Nenhum Homem É Deus                      | Netinho                                      |                                    |
| 1972      | A Revolta dos Anjos                      | Victor                                       |                                    |
| 1972      | Bel-Ami                                  | Carlos Eduardo (Cadu)                        |                                    |
| 1973      | Mulheres de Areia                        | Alaor de Almeida Passos                      |                                    |
| 1974      | O Machão                                 | Julião Petruchio                             |                                    |
| 1976      | Teleteatro                               | Tenente                                      | Episódio: "A Beata Maria do Egito" |
| 1976      | Saramandaia                              | Lua Viana                                    |                                    |
| 1977      | Nina                                     | Bruno                                        |                                    |
| 1978      | Caso Especial                            | Jorge                                        | Episódio: "Jorge, um Brasileiro"   |
| 1978      | Dancin' Days                             | Carlos Eduardo Cardoso (Cacá)                |                                    |
| 1979–1981 | Carga Pesada                             | Pedro da Boléia                              |                                    |
| 1981      | Amizade Colorida                         | Eduardo Lusceno (Edu)                        |                                    |
| 1981–1984 | É Proibido Colar                         | Apresentador                                 |                                    |
| 1982      | Avenida Paulista                         | Alex Torres                                  |                                    |
| 1982      | Caso Verdade                             | Jasper Palmer                                | Episódio: "Filhos da Esperança"    |
| 1983      | Louco Amor                               | Jorge Augusto                                |                                    |
| 1983      | Champagne                                | João Maria                                   |                                    |
| 1984      | Corpo a Corpo                            | Osmar Pelegrine                              |                                    |
| 1988      | Vale Tudo                                | Ivan Meirelles                               |                                    |
| 1990      | Rainha da Sucata                         | Caio Szimanski                               |                                    |
| 1991–1992 | Mundo da Lua                             | Rogério Silva                                |                                    |
| 1991      | O Dono do Mundo                          | Dr. Felipe Barreto                           |                                    |
| 1992      | Você Decide                              | Antônio Cavalcanti                           | Episódio: "O Sonho Dourado"        |
| 1993      | Renascer                                 | Coronel José Inocêncio                       |                                    |
| 1994      | A Viagem                                 | Dr. Otávio César Jordão                      |                                    |
| 1995      | Engraçadinha: Seus Amores e Seus Pecados | Dr. Bergamini                                |                                    |
| 1995      | A Comédia da Vida Privada                | Beto                                         | Episódio: "Solteiros X Casados"    |
| 1995      | A Próxima Vítima                         | Astrogildo                                   | Episódio: "3 de novembro"          |
| 1996      | O Rei do Gado                            | Bruno Berdinazzi Mezenga                     |                                    |
| 1996      | O Rei do Gado                            | Antonio Mezenga                              | Episódios: "17–25 de junho"        |
| 1997      | Por Amor                                 | Atílio Novelli                               |                                    |
| 1998      | Labirinto                                | Ricardo Velasco                              |                                    |
| 1999      | Terra Nostra                             | Gumercindo Telles de Aranha                  |                                    |
| 2001      | Porto dos Milagres                       | Félix Guerrero                               |                                    |
| 2001      | Porto dos Milagres                       | Bartolomeu Guerrero                          |                                    |
| 2002      | Esperança                                | Giuliano D'Angelo                            | Episódios: "17 de junho–3 de julho |
| 2002      | Vale Todo                                | Salvador Accioli                             | Episódio: "17 de junho"            |
| 2002      | Brava Gente                              | José                                         | Episódio: "A Cabine"               |
| 2003–2007 | Carga Pesada                             | Pedro da Boléia                              |                                    |
| 2005      | Mad Maria                                | Ministro Juvenal de Castro                   |                                    |
| 2007      | Duas Caras                               | Juvenal Ferreira dos Santos (Juvenal Antena) |                                    |
| 2008      | Negócio da China                         | Ernesto Dumas                                | Episódios: "6–8 de outubro"        |
| 2010      | Tempos Modernos                          | Leal Cordeiro                                |                                    |
| 2010      | As Cariocas                              | Oscar (Cacá)                                 | Episódio: "A Adúltera da Urca"     |
| 2011      | Insensato Coração                        | Raul Brandão                                 |                                    |
| 2012      | Gabriela                                 | Coronel Ramiro Bastos                        |                                    |
| 2013      | Amor à Vida                              | Dr. César Khoury                             |                                    |
| 2014      | Meu Pedacinho de Chão                    | Giácomo Brunneto                             |                                    |
| 2015      | Tá no Ar: a TV na TV                     | Dançarino do Menudo                          | Episódio: "16 de abril"            |
| 2016      | Velho Chico                              | Afrânio de Sá Ribeiro (Coronel Saruê)        |                                    |
| 2017      | Dois Irmãos                              | Halim Rahal                                  |                                    |
| 2019      | Se Eu Fechar os Olhos Agora              | Ubiratan                                     |                                    |
| 2019      | Bom Sucesso                              | Alberto Prado Monteiro                       |                                    |
| 2022      | Um Planeta Perfeito                      | Narrador                                     |                                    |
| 2022      | Independências                           | Dom João VI                                  |                                    |
| 2025      | Show 60 Anos                             | Pedro da Boléia                              | Homenagem aos 60 anos da Globo     |
| 2025      | Ângela Diniz: O Crime da Praia dos Ossos | Evandro Lins e Silva                         |                                    |
| 2025–2026 | Mundo da Lua                             | Rogério Silva                                |                                    |

### Cinema
| Ano  | Título                                | Personagem                   | Nota                 |
| ---- | ------------------------------------- | ---------------------------- | -------------------- |
| 1968 | Sandra Sandra                         |                              |                      |
| 1969 | A Compadecida                         | Chicó                        |                      |
| 1971 | Eterna Esperança                      |                              |                      |
| 1975 | A Noite das Fêmeas                    |                              |                      |
| 1975 | A Escada                              |                              |                      |
| 1975 | Eu Faço... Elas Sentem                | Luís                         |                      |
| 1976 | Elas São do Baralho                   | Maurício                     |                      |
| 1977 | Vida Vida                             |                              |                      |
| 1978 | A Noite dos Duros                     | Fernão                       |                      |
| 1978 | Doramundo                             |                              |                      |
| 1979 | O Menino Arco-Íris                    | Proprietário do Casebre      |                      |
| 1979 | Gaijin – Os Caminhos da Liberdade     | Tonho                        |                      |
| 1980 | Os Sete Gatinhos                      | Bibelô                       |                      |
| 1981 | Pra frente, Brasil                    | Miguel Godói                 |                      |
| 1982 | Tchau, Amor                           | Paulo Reys                   |                      |
| 1982 | As Aventuras de Mário Fofoca          |                              |                      |
| 1982 | Das Tripas Coração                    | Guido                        |                      |
| 1982 | Carícias Eróticas                     |                              |                      |
| 1983 | A Próxima Vítima                      | David                        |                      |
| 1983 | Um Casal de 3                         | Gilberto                     |                      |
| 1983 | O Menino Arco-Íris                    |                              |                      |
| 1985 | Jogo Duro                             |                              |                      |
| 1986 | Besame Mucho                          | Tuca                         |                      |
| 1986 | Anjos da Noite                        | Jorge Tadeu                  |                      |
| 1987 | Eternamente Pagu                      | Oswald de Andrade            |                      |
| 1987 | A Dama do Cine Shanghai               | Lucas                        |                      |
| 1987 | Leila Diniz                           | Ruy Guerra                   |                      |
| 1987 | PSW - Uma Crônica Subversiva          |                              |                      |
| 1988 | Barbosa                               |                              | Curta-metragem       |
| 1989 | O Corpo                               | Xavier                       |                      |
| 1992 | Beijo 2348/72                         | Dr. Paulo                    |                      |
| 1993 | Era Uma Vez no Tibet                  |                              | Curta-metragem       |
| 1996 | Doces Poderes                         | Chico Silva                  |                      |
| 1998 | Uma História de Futebol               | Zuza (Narrador)              | Curta-metragem       |
| 1998 | Fica Comigo                           | C.H.                         |                      |
| 1999 | No Coração dos Deuses                 | Gaspar Correia / Fernão Dias |                      |
| 1999 | O Tronco                              | Juiz Carvalho                |                      |
| 1999 | Paixão Perdida                        | Marcelo Rondi                |                      |
| 2000 | O Grinch                              | Narrador                     | Dublagem             |
| 2000 | Bossa Nova                            | Pedro Paulo                  |                      |
| 2000 | Villa-Lobos - Uma Vida de Paixão      | Heitor Villa-Lobos           |                      |
| 2003 | Sete Minutos                          | Ator                         | Diretamente em vídeo |
| 2003 | Deus É Brasileiro                     | Deus                         |                      |
| 2004 | A Dona da História                    | Luiz Cláudio                 |                      |
| 2005 | A Marcha dos Pinguins                 | Pingüim Macho                | Dublagem             |
| 2005 | Achados e Perdidos                    | Vieira                       |                      |
| 2008 | A Mulher do Meu Amigo                 | Augusto                      |                      |
| 2014 | Quando Eu Era Vivo                    | Sênior                       |                      |
| 2014 | Alemão                                | Delegado Valadares           |                      |
| 2016 | Para Salvar Beth                      | Sr. Afonso                   | Curta-metragem       |
| 2018 | O Grande Circo Místico                | Dr. Frederico                |                      |
| 2018 | Contra a Parede                       | Cacá Viana                   | Também produtor      |
| 2021 | Mise en Scène: a Artesania do Artista | Ele mesmo                    | Documentário         |
| 2025 | MMA - Meu Melhor Amigo                | Fred Fontana                 |                      |

## Teatro
| Ano  | Título                               | Personagem / Cargo |
| ---- | ------------------------------------ | ------------------ |
| 1965 | A Ceia dos Cardeais                  |                    |
| 1966 | Atlantic’s Queen                     |                    |
| 1967 | A Farsa do Cangaceiro, Truco e Padre |                    |
| 1967 | O Círculo de Giz Caucasiano          |                    |
| 1967 | O Pastelão e a Torta                 |                    |
| 1967 | La Moschetta                         |                    |
| 1968 | Arena Canta Tiradentes               |                    |
| 1968 | Primeira Feira Paulista de Opinião   |                    |
| 1968 | É a Tua Estória Contada?             |                    |
| 1968 | A Lua Muito Pequena                  |                    |
| 1968 | A Receita                            |                    |
| 1968 | Verde que Te Quero Verde             |                    |
| 1968 | Animália                             |                    |
| 1968 | O Líder                              |                    |
| 1968 | O Sr. Doutor                         |                    |
| 1968 | A Caminhada Perigosa                 |                    |
| 1968 | Marta Saré                           |                    |
| 1969 | Hair                                 |                    |
| 1969 | O Cão Siamês                         |                    |
| 1970 | A Resistível Ascensão de Arturo Ui   |                    |
| 1971 | Castro Alves Pede Passagem           |                    |
| 1972 | Pequenos Assassinatos                |                    |
| 1972 | Um Grito de Liberdade                |                    |
| 1973 | O Evangelho Segundo Zebedeu          |                    |
| 1973 | Godspell                             |                    |
| 1974 | Caminho de Volta                     |                    |
| 1975 | O Duelo                              |                    |
| 1975 | Muro de Arrimo                       |                    |
| 1976 | Gata em Telhado de Zinco Quente      | Brick              |
| 1978 | A História É Uma História            |                    |
| 1979 | Sinal de Vida                        |                    |
| 1980 | Arte Final                           |                    |
| 1980 | Pelo Telefone                        |                    |
| 1980 | O Abajur Lilás                       |                    |
| 1980 | O Senhor dos Cachorros               |                    |
| 1981 | O Homem Elefante                     |                    |
| 1981 | 39                                   |                    |
| 1982 | Morte Acidental de um Anarquista     |                    |
| 1983 | Xandu Quaresma                       |                    |
| 1985 | A Herdeira                           |                    |
| 1985 | Cyrano de Bergerac                   |                    |
| 1986 | Carmen Com Filtro                    |                    |
| 1987 | Nostradamus                          |                    |
| 1988 | Fragmentos de um Discurso Amoroso    |                    |
| 1989 | O País dos Elefantes                 |                    |
| 1990 | Muro de Arrimo                       |                    |
| 1990 | História do Soldado                  |                    |
| 1992 | Macbeth                              | Macbeth / Autor    |
| 1994 | Vida Privada                         |                    |
| 1996 | Oleanna                              | Professor          |
| 1999 | Últimas Luas                         | Intelectual        |
| 2002 | Sete Minutos                         | Ator / Autor       |
| 2005 | As Mulheres da Minha Vida            | George             |
| 2008 | Restos                               | Edward Carr        |
| 2012 | Vermelho                             | Mark Rothko        |
| 2013 | Tribos                               | Christopher        |
| 2017 | Baixa Terapia                        | Ariel              |
| 2024 | Dois de Nós                          | Pedro Paulo        |

## Discografia
| Ano  | Título                  |
| ---- | ----------------------- |
| 1999 | Tributo a João Pacífico |

## Prêmios e indicações
| Ano  | Prêmio                                        | Categoria                              | Nomeações                         | Resultado | Ref.                |
| ---- | --------------------------------------------- | -------------------------------------- | --------------------------------- | --------- | ------------------- |
| 1966 | IV Festival de Teatro Amador                  | Melhor Ator                            | Atlantic’s Queen                  | Venceu    |                     |
| 1970 | Troféu Imprensa                               | Melhor Revelação Masculina             | Nenhum Homem é Deus               | Indicado  | [carece de fontes?] |
| 1974 | Troféu APCA                                   | Ator                                   | O Machão                          | Venceu    | [ 29 ]              |
| 1977 | Troféu APCA                                   | Melhor Ator de Televisão               | Nina                              | Venceu    | [ 29 ]              |
| 1985 | Prêmio Molière                                | Melhor Ator de Teatro                  | Cyrano de Bergerac                | Venceu    |                     |
| 1988 | Rio Cine Festival                             | Melhor Ator de Cinema                  | A Dama do Cine Shanghai           | Venceu    |                     |
| 1988 | Prêmio Molière                                | Melhor Ator de Teatro                  | Fragmentos de um Discurso Amoroso | Venceu    |                     |
| 1989 | Troféu Imprensa                               | Melhor Ator                            | Vale Tudo                         | Indicado  | [carece de fontes?] |
| 1991 | Troféu Imprensa                               | Melhor Ator                            | Rainha da Sucata                  | Indicado  | [ 30 ]              |
| 1992 | Troféu Imprensa                               | Melhor Ator                            | O Dono do Mundo                   | Venceu    |                     |
| 1992 | Festival Internacional de Cinema de Cartagena | Melhor Ator de Cinema                  | O Corpo                           | Venceu    |                     |
| 1993 | Troféu APCA                                   | Melhor Ator de Televisão               | Renascer                          | Venceu    | [ 29 ]              |
| 1994 | Troféu Imprensa                               | Melhor Ator                            | Renascer                          | Venceu    | [carece de fontes?] |
| 1995 | Prêmio Contigo! de TV                         | Melhor Ator                            | A Viagem                          | Venceu    | [ 31 ]              |
| 1995 | Troféu Imprensa                               | Melhor Ator                            | A Viagem                          | Indicado  |                     |
| 1996 | Melhores do Ano                               | Melhor Ator                            | O Rei do Gado                     | Venceu    |                     |
| 1997 | Troféu Imprensa                               | Melhor Ator                            | O Rei do Gado                     | Indicado  |                     |
| 1997 | Prêmio Guarani de Cinema Brasileiro           | Melhor Ator                            | Doces Poderes                     | Indicado  | [ 32 ]              |
| 1998 | Troféu Imprensa                               | Melhor Ator                            | Por Amor                          | Indicado  |                     |
| 1998 | Prêmio Contigo! de TV                         | Melhor Ator                            | Por Amor                          | Venceu    | [ 33 ]              |
| 1999 | Prêmio da Casa da Cultura de Roma             | Teatro                                 | Homenagem                         | Venceu    |                     |
| 1999 | Prêmio Qualidade Brasil                       | Melhor Ator de Teatro e Televisão      | Carreira                          | Venceu    |                     |
| 1999 | Troféu APCA                                   | Melhor Ator de Teatro                  | Últimas Luas                      | Venceu    |                     |
| 2000 | Festival de Recife - Cine PE                  | Melhor Ator                            | No Coração dos Deuses             | Venceu    |                     |
| 2000 | Troféu Imprensa                               | Melhor Ator                            | Terra Nostra                      | Indicado  | [carece de fontes?] |
| 2000 | Troféu Super Cap de Ouro                      | Televisão                              | Terra Nostra                      | Venceu    |                     |
| 2001 | Grande Prêmio do Cinema Brasileiro            | Melhor Ator                            | Villa-Lobos - Uma Vida de Paixão  | Indicado  |                     |
| 2001 | Prêmio Qualidade Brasil, RJ                   | Melhor Ator de Televisão               | Porto dos Milagres                | Venceu    | [ 34 ]              |
| 2001 | Prêmio Qualidade Brasil, SP                   | Melhor Ator de Televisão               | Porto dos Milagres                | Venceu    | [ 34 ]              |
| 2001 | Prêmio Extra de Televisão                     | Melhor Ator                            | Porto dos Milagres                | Venceu    | [ 35 ]              |
| 2001 | Melhores do Ano                               | Melhor Ator                            | Porto dos Milagres                | Venceu    | [ 36 ]              |
| 2002 | Prêmio Contigo! de TV                         | Melhor Ator de Novela                  | Porto dos Milagres                | Venceu    | [ 37 ]              |
| 2002 | Troféu Internet                               | Melhor Ator                            | Porto dos Milagres                | Venceu    |                     |
| 2002 | Troféu Imprensa                               | Melhor Ator                            | Porto dos Milagres                | Indicado  | [carece de fontes?] |
| 2005 | Prêmio Qualidade Brasil RJ                    | Melhor Ator                            | A Dona da História                | Indicado  |                     |
| 2006 | Festival de Gramado                           | Troféu Oscarito                        | Homenagem                         | Venceu    |                     |
| 2007 | Prêmio Contigo! de Cinema Nacional            | Melhor Ator (Júri)                     | Achados e Perdidos                | Indicado  | [ 38 ]              |
| 2008 | Prêmio Contigo! de TV                         | Homenagem                              | Carreira                          | Venceu    | [ 39 ]              |
| 2008 | Prêmio Contigo! de TV                         | Melhor Ator                            | Duas Caras                        | Indicado  | [ 40 ]              |
| 2008 | Prêmio Qualidade Brasil                       | Melhor Ator de Televisão               | Duas Caras                        | Venceu    |                     |
| 2008 | Prêmio Quem de Televisão                      | Melhor Ator                            | Duas Caras                        | Indicado  | [ 41 ]              |
| 2008 | Melhores do Ano                               | Melhor Ator                            | Duas Caras                        | Indicado  |                     |
| 2008 | Troféu Super Cap de Ouro                      | Televisão                              | Duas Caras                        | Venceu    |                     |
| 2008 | Prêmio Extra de Televisão                     | Melhor Ator                            | Duas Caras                        | Venceu    | [ 42 ]              |
| 2009 | Troféu Imprensa                               | Melhor Ator                            | Duas Caras                        | Indicado  | [carece de fontes?] |
| 2009 | Melhores do Ano                               | Troféu Mário Lago                      | Homenagem                         | Venceu    | [ 43 ]              |
| 2010 | Prêmio Arte Qualidade Brasil                  | Melhor Ator Teatral Drama              | Restos                            | Indicado  | [ 44 ]              |
| 2010 | Prêmio Contigo! de Teatro                     | Melhor Ator                            | Restos                            | Venceu    | [ 45 ]              |
| 2011 | Prêmio APTR de Teatro                         | Ator Protagonista                      | Restos                            | Indicado  | [ 46 ]              |
| 2011 | Prêmio Arte Qualidade Brasil                  | Melhor Ator de Série ou Projeto Social | As Cariocas                       | Indicado  | [ 47 ]              |
| 2011 | Prêmio Arte Qualidade Brasil                  | Melhor Ator                            | Insensato Coração                 | Indicado  | [ 47 ]              |
| 2012 | Prêmio Extra de Televisão                     | Melhor Ator                            | Gabriela                          | Indicado  | [ 48 ]              |
| 2012 | Prêmio Quem de Televisão                      | Melhor Ator                            | Gabriela                          | Indicado  | [ 49 ]              |
| 2012 | Prêmio Cenym de Teatro                        | Melhor Ator                            | Vermelho                          | Indicado  | [ 50 ]              |
| 2012 | Prêmio Aplauso Brasil de Teatro               | Melhor Ator                            | Vermelho                          | Venceu    | [ 51 ]              |
| 2013 | Prêmio Qualidade Brasil                       | Melhor Ator de Comédia                 | Tribos                            | Indicado  | [ 52 ]              |
| 2013 | Prêmio Extra de Televisão                     | Melhor Ator                            | Amor à Vida                       | Indicado  | [ 53 ]              |
| 2013 | Melhores do Ano                               | Melhor Ator                            | Amor à Vida                       | Indicado  | [ 54 ]              |
| 2013 | Prêmio Quem de Televisão                      | Melhor Ator de Televisão               | Amor à Vida                       | Indicado  | [ 55 ]              |
| 2014 | Prêmio Contigo! de TV                         | Melhor Ator de Novela                  | Amor à Vida                       | Indicado  | [ 56 ]              |
| 2014 | Prêmio Contigo! de TV                         | Melhor Ator Coadjuvante                | Meu Pedacinho de Chão             | Indicado  | [ 56 ]              |
| 2015 | Grande Prêmio do Cinema Brasileiro            | Melhor Ator Coadjuvante                | Alemão                            | Indicado  | [ 57 ]              |
| 2015 | Prêmio Guarani de Cinema Brasileiro           | Melhor Ator Coadjuvante                | Quando Eu Era Vivo                | Indicado  |                     |
| 2016 | Prêmio Quem de Televisão                      | Melhor Ator de Televisão               | Velho Chico                       | Indicado  | [ 59 ]              |
| 2016 | Melhores do Ano                               | Personagem do Ano                      | Velho Chico                       | Indicado  | [ 60 ]              |
| 2017 | Prêmio Shell de Teatro                        | Homenagem                              | Carreira                          | Venceu    | [ 61 ]              |
| 2019 | Melhores do Ano                               | Personagem do Ano                      | Bom Sucesso                       | Venceu    | [ 62 ]              |
| 2019 | Troféu APCA                                   | Melhor Ator de Televisão               | Bom Sucesso                       | Indicado  | [ 63 ]              |
| 2019 | Melhores do Ano NaTelinha                     | Melhor Ator                            | Bom Sucesso                       | Indicado  | [ 64 ]              |
| 2019 | Prêmio Contigo! Online                        | Melhor Ator de Novela                  | Bom Sucesso                       | Indicado  | [ 65 ]              |
| 2019 | Prêmio F5                                     | Melhor Ator de Novela                  | Bom Sucesso                       | Venceu    | [ 66 ] [ 67 ]       |
| 2019 | Prêmio F5                                     | Melhor Ator de Série Dramática         | Se Eu Fechar os Olhos Agora       | Indicado  | [ 66 ] [ 67 ]       |
| 2020 | Troféu Internet                               | Melhor Ator                            | Bom Sucesso                       | Pendente  | [ 69 ]              |